# Triprion spatulatus
La rana pico de pato del Pacífico (Diaglena spatulata) es una especie de anfibio anuro perteneciente a la familia Hylidae. Es una rana arbórea relativamente grande con una longitud hocico cloaca de entre 6,1 y 8,7 cm en machos y de entre 7,5 y 10,1 cm en hembras. Tiene los labios aplanados en forma de pala, y utiliza su cabeza para protegerse en los agujeros donde se refugia (fragmosis). Su color es variable, puede ser amarillo bronceado, gris oliva o verde con manchas amarillas. Puede presentar pequeñas manchas y rayas oscuras.
Es endémica de las zonas costeras del Pacífico de México, desde el centro de Sinaloa hasta el istmo de Tehuantepec y el estado de Oaxaca. Habita en bosques xerófilos y zonas de matorral espinoso. Se reproduce durante la estación de lluvias en charcas y arroyos estacionales.